# Microdeuterus
Microdeuterus (лат.) — род клопов из семейства древесных щитников.
Юго-Восточная Азия, Палеарктика и Неарктика.

## Описание
Длина тела около 1 см. От близких родов отличается следующими признаками: 2-й усиковый сегмент очень короткий, 1-й и 2-й сегменты вместе короче 3-го, который по крайней мере в два раза длиннее 2-го; брюшной стернит обычно несёт латерально 2 пары горизонтов. по крайней мере вдвое длиннее 2-го; брюшные стерниты обычно несут латерально 2 пары кремовых овальных пятен, одна пара больше другой, от которых отходят трихоботрии. Этот род имеет сходство с Catadipson по общей форме, но отличается параклипиями, переднеспинкой и отверстием ароматической железы. Антенны 5-члениковые. Лапки состоят из двух сегментов. Щитик треугольный и достигает середины брюшка, голени без шипов.

## Классификация
В состав рода включают около 10 видов.
- Microdeuterus aequalis Walker, 1867
- Microdeuterus dallasi Atkinson, 1888
- Microdeuterus dohrni Breddin, 1900
- Microdeuterus hainanensis Liu, 1989[7]
- Microdeuterus humerus Ahmad & Moizuddin, 1990[2]
- Microdeuterus insulanus Stål, 1876
- Microdeuterus javanus Breddin, 1903
- Microdeuterus megacephalus (Herrich-Schaffer, 1846)
- Microdeuterus pallescens Stål, 1871